# Erbfürstentum Münster
Das Erbfürstentum Münster, auch Fürstentum Münster, war der Name eines Territoriums, das aus dem Teil des säkularisierten Hochstifts Münster bestand, der 1803 durch den Reichsdeputationshauptschluss an die preußische Monarchie fiel. Es wurde 1806 im Rahmen des Vierten Koalitionskriegs von den Franzosen besetzt und ging 1808 im Großherzogtum Berg auf.

## Vorgeschichte
Ein großer Teil des östlichen Hochstifts Münster fiel durch den Pariser Vertrag vom 23. Mai 1802 als Folge von preußisch-französischen Vereinbarungen über die Entschädigung des linksrheinischen Besitzes an Preußen. General Gebhard Leberecht von Blücher marschierte am 3. August 1802 in Münster ein. Auf der Basis eines königlichen Patents wurde das Erbfürstentum Münster gebildet. 
Dazu gehörten neben der Stadt Münster die Ämter Sassenberg, Stromberg, Werne und Lüdinghausen sowie Teile der Ämter Wolbeck, Dülmen, Horstmar, Rheine und Bevergern.
Der König war gleichzeitig der Erbfürst. Eine Spezialorganisationskommission unter dem Freiherrn vom Stein übernahm die Verwaltung. Der Reichsdeputationshauptschluss bestätigte 1803 den Übergang an Preußen. Im neuen Erbfürstentum Münster gab es erhebliche Vorbehalte gegenüber dem neuen Landesherrn.

## Wandel zum säkularen Fürstentum

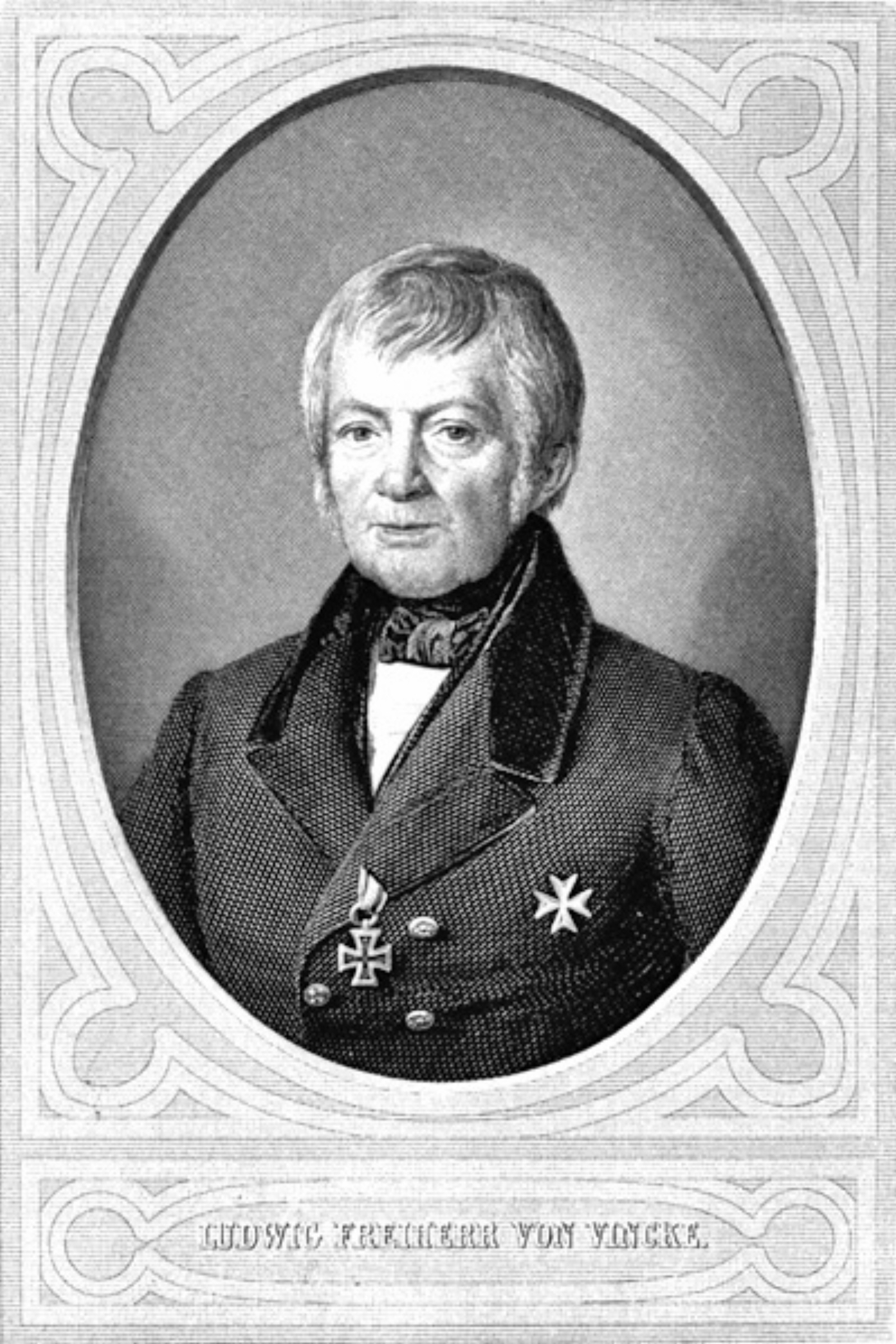
Ludwig von Vincke

Anton Viktor von Österreich war zwar 1801 in Arnsberg noch zum Bischof gewählt worden, konnte dieses Amt aber auf französischen und preußischen Druck hin nicht ausüben. Daher kam es zur Sedisvakanz bis 1820. Das Domkapitel Münster hatte seine ehemalige politische Funktion verloren. Auch die Landstände spielten kaum eine Rolle. Einige Klöster wurden im Zuge der Säkularisation aufgehoben.
Die Verwaltungsstruktur wurde umgestaltet. In Münster wurde eine preußische Kriegs- und Domänenkammer eingerichtet, der Vorläuferin der heutigen Bezirksregierung Münster. Sie wurde zunächst vom Freiherrn vom Stein und ab 1804 von Ludwig von Vincke geleitet. Das Fürstentum wurde am 1. Januar 1804 in die vier Kreise Münster, Warendorf, Beckum und Lüdinghausen gegliedert. An ihre Spitze traten Landräte. Die beiden Städte Münster und Warendorf blieben kreisfrei. Dabei war die personelle Kontinuität jedoch hoch. Auf dem Land änderten sich die Gemeindeverfassungen kaum, in den Städten jedoch wurde das bürgerliche Mitspracherecht beschränkt. Auch wurde die kommunale durch eine staatliche Gerichtsbarkeit ersetzt. Der Umbau der Verwaltung zog sich allerdings über ein Jahr hin.
Zum 1. Juni 1806 wurde die als ungünstig angesehene Kreiseinteilung geändert. Der Kreis Lüdinghausen wurde aufgelöst und zum überwiegenden Teil in den Kreis Münster eingegliedert. Aus dem Nordteil des Kreises Münster wurde der neue Kreis Bevergern gebildet.

## Ende
Im Zuge des Vierten Koalitionskrieges wurden die preußischen Besitzungen in Westfalen im November 1806 von den Franzosen besetzt. Das Fürstentum Münster wurde zusammen mit der Grafschaft Mark, der Grafschaft Lingen-Tecklenburg und dem Hochstift Osnabrück zu einem Militärgouvernementbezirk mit Sitz in Münster zusammengefasst. Die Kriegs- und Domänenkammer wurde in Administrations-Kollegium umbenannt und von Vincke 1807 entlassen.
Mit dem Frieden von Tilsit verzichtete Preußen 1807 auf seine Besitzrechte am Fürstentum Münster. Im Januar 1808 fiel es an das Großherzogtum Berg, das es in seine beiden Départements Ems und Ruhr eingliederte und Verwaltungsstrukturen nach französischem Muster schuf. Im Jahr 1810 wurde der nordwestlich einer Linie von Haltern über Telgte bis Warendorf gelegene Teil des ehemaligen Fürstentums Münster von Frankreich annektiert.
Im Jahr 1815 wurde auf dem Wiener Kongress der größte Teil des ehemaligen Fürstentums endgültig Preußen zugeschlagen und kam zum Regierungsbezirk Münster der neuen Provinz Westfalen. Der nördliche Zipfel des Fürstentums, bestehend aus den Gemeinden Bexten-Listrup, Gleesen und Holsten, fiel an das Königreich Hannover.